# Miguel da Paz
Miguel da Paz (spanisch Miguel de la Paz de Portugal; portugiesisch auch Miguel da Paz de Avis y Aragón; * 23. August 1498 Saragossa; † 20. Juli 1500 Granada) war Thronfolger von Portugal, Kastilien (Fürst von Asturien) und Aragonien (Fürst von Girona).

## Herkunft
Miguel war der einzige Sohn von König Manuel I. von Portugal aus einer Seitenlinie des Hauses Avis und dessen erster Ehefrau Isabella von Aragón und Kastilien aus dem Haus Trastámara.
Sein Vater, König Manuel war der Sohn Ferdinands von Portugal, Herzog von Viseu und Beja einem Bruder des Königs Alfons V. von Portugal.
Seine Mutter, Isabella, war die älteste Tochter der Katholischen Könige Isabella von Kastilien und Ferdinand von Aragonien. Ihre Eltern wurden 1474 Könige von Kastilien und 1479 Könige von Aragonien. Sie war in erster Ehe mit Alfons von Portugal verheiratet. Ihr erster Ehemann starb am 13. Juli 1491.

## Erbfolge in Kastilien und Aragonien
Miguels Mutter Isabella wurde bei der Regierungsübernahme ihrer Eltern in Kastilien als Thronfolgerin Fürstin von Asturien. Am 28. Juni 1478 wurde Isabellas Bruder Johann geboren. Aufgrund des kastilischen Erbrechtes verlor Isabella dadurch den Titel der Fürstin von Asturien, der an ihren Bruder ging. Nachdem Isabellas Eltern 1479 auch Könige von Aragonien wurden erhielt Johann als Thronfolger in den Ländern der Krone von Aragonien auch den Titel eines Fürsten von Girona.
Nach dem Tod Johanns am 4. Oktober 1497 gingen die Titel an Isabella über. Isabella musste sich die Erbrechte und die Titel von den Cortes von Kastilien und der Länder der Krone von Aragonien bestätigen lassen. Dazu reiste sie mit ihrem Ehemann Manuel I. von Portugal nach Kastilien und Aragonien.

## Leben
Am 23. August 1498 gebar Isabella in Saragossa, der Hauptstadt Aragoniens, ihren Sohn Miguel. Isabella verstarb bei der Geburt. Miguel wurde durch den Tod seiner Mutter Thronfolger in den Ländern der Krone von Kastilien und den Ländern der Krone von Aragonien. Durch seinen Vater König Manuel war Miguel Thronerbe von Portugal.
König Manuel kehrte nach Portugal zurück und stimmte zu, dass sein Erbe bei seinen Großeltern bleiben solle. Miguel sollte nach den portugiesischen, kastilischen und aragonischen Bräuchen erzogen werden, die sich nicht bedeutsam unterschieden.
Am 20. Juli 1500 starb Miguel in Granada. Er wurde in der Krypta der Capilla Real der Kathedrale von Granada beigesetzt.

## Ahnentafel
| Ahnentafel Miguel da Paz  | Ahnentafel Miguel da Paz                                                                    | Ahnentafel Miguel da Paz                                                                      | Ahnentafel Miguel da Paz                                                                    | Ahnentafel Miguel da Paz                                                                    | Ahnentafel Miguel da Paz                                                                           | Ahnentafel Miguel da Paz                                                                           | Ahnentafel Miguel da Paz                                                                           | Ahnentafel Miguel da Paz                                                                           |
| ------------------------- | ------------------------------------------------------------------------------------------- | --------------------------------------------------------------------------------------------- | ------------------------------------------------------------------------------------------- | ------------------------------------------------------------------------------------------- | -------------------------------------------------------------------------------------------------- | -------------------------------------------------------------------------------------------------- | -------------------------------------------------------------------------------------------------- | -------------------------------------------------------------------------------------------------- |
| Ururgroßeltern            | König Johann I. von Portugal (1357–1433) ⚭ 1387 Philippa of Lancaster (1360–1415)           | König Ferdinand I. von Aragonien (1380–1416) ⚭ 1394 Eleonore Urraca von Kastilien (1374–1435) | König Johann I. von Portugal (1357–1433) ⚭ 1387 Philippa of Lancaster (1360–1415)           | Alfons von Braganza (1377–1461) o-o Beatriz Pereira de Alvim (1380–1415)                    | König Ferdinand I. von Aragonien (1380–1416) ⚭ 1394 Eleonore Urraca von Kastilien (1374–1435)      | Fadrique Enríquez (1390–1473) ⚭ 1425 Marina Fernández de Córdoba (1394–1431)                       | König Heinrich III. von Kastilien (1379–1406) ⚭ 1388 Katharina von Lancaster (1373–1418)           | Johann von Portugal (1400–1442) ⚭ 1424 Isabella von Braganza (1402–1465)                           |
| Urgroßeltern              | König Eduard I. von Portugal (1391–1438) ⚭ 1428 Eleonore von Aragonien (1402–1445)          | König Eduard I. von Portugal (1391–1438) ⚭ 1428 Eleonore von Aragonien (1402–1445)            | Johann von Portugal (1400–1442) ⚭ 1424 Isabella von Braganza (1402–1465)                    | Johann von Portugal (1400–1442) ⚭ 1424 Isabella von Braganza (1402–1465)                    | König Johann II. von Aragonien (1397–1479) ⚭ 1445 Juana Enríquez (1425–1468)                       | König Johann II. von Aragonien (1397–1479) ⚭ 1445 Juana Enríquez (1425–1468)                       | König Johann II. von Kastilien (1405–1454) ⚭ 1447 Isabella von Portugal (1428–1496)                | König Johann II. von Kastilien (1405–1454) ⚭ 1447 Isabella von Portugal (1428–1496)                |
| Großeltern                | Ferdinand von Portugal (1433–1470) ⚭ 1447 Beatrix von Portugal (1430–1506)                  | Ferdinand von Portugal (1433–1470) ⚭ 1447 Beatrix von Portugal (1430–1506)                    | Ferdinand von Portugal (1433–1470) ⚭ 1447 Beatrix von Portugal (1430–1506)                  | Ferdinand von Portugal (1433–1470) ⚭ 1447 Beatrix von Portugal (1430–1506)                  | König Ferdinand II. von Aragonien (1452–1516) ⚭ 1469 Königin Isabella I. von Kastilien (1451–1504) | König Ferdinand II. von Aragonien (1452–1516) ⚭ 1469 Königin Isabella I. von Kastilien (1451–1504) | König Ferdinand II. von Aragonien (1452–1516) ⚭ 1469 Königin Isabella I. von Kastilien (1451–1504) | König Ferdinand II. von Aragonien (1452–1516) ⚭ 1469 Königin Isabella I. von Kastilien (1451–1504) |
| Eltern                    | König Manuel I. (Portugal) (1469–1521) ⚭ 1497 Isabella von Aragón und Kastilien (1470–1498) | König Manuel I. (Portugal) (1469–1521) ⚭ 1497 Isabella von Aragón und Kastilien (1470–1498)   | König Manuel I. (Portugal) (1469–1521) ⚭ 1497 Isabella von Aragón und Kastilien (1470–1498) | König Manuel I. (Portugal) (1469–1521) ⚭ 1497 Isabella von Aragón und Kastilien (1470–1498) | König Manuel I. (Portugal) (1469–1521) ⚭ 1497 Isabella von Aragón und Kastilien (1470–1498)        | König Manuel I. (Portugal) (1469–1521) ⚭ 1497 Isabella von Aragón und Kastilien (1470–1498)        | König Manuel I. (Portugal) (1469–1521) ⚭ 1497 Isabella von Aragón und Kastilien (1470–1498)        | König Manuel I. (Portugal) (1469–1521) ⚭ 1497 Isabella von Aragón und Kastilien (1470–1498)        |
| Miguel da Paz (1498–1500) |                                                                                             |                                                                                               |                                                                                             |                                                                                             | | | | |